# 千曲駅
千曲駅（ちくまえき）は、長野県千曲市大字寂蒔（）にあるしなの鉄道しなの鉄道線の駅である。

## 歴史
千曲市の請願駅である。駅新設の誘致は20年以上行われて来た。駅新設の事業費は3億7000万円で、千曲市や長野県、国が負担した。
特殊鋼材高騰等に伴い、上下線ホーム間の跨線橋やエレベーターの建設が開業に間に合わなかったため、跨線橋供用開始までは暫定的に2番線（上田方面）ホームに臨時出入口（スロープ）が設置されていた。2番線から乗車する場合は、乗車駅証明書発行機から発券される乗車駅証明書で、列車内又は降車駅で料金精算を行っていた。

### 年表
- 2008年（平成20年）7月：駅舎建設着工[4]。
- 2009年（平成21年）
  - 3月14日：開業[1][5]。
  - 10月25日：跨線橋、エレベーターが完成。翌26日に供用開始。[要出典]
- 2010年（平成22年）2月13日：駅周辺の改良工事が完了。[要出典]
- 2022年（令和4年）4月1日：土曜・休日を無人化[6]。
- 2023年（令和5年）3月18日：終日無人駅化[2][7]。
- 2026年（令和8年）春季：交通系ICカード「Suica」利用サービス開始（予定）[8]。

## 駅構造
相対式ホーム2面2線を有する地上駅。無人駅である。2023年3月17日までは簡易委託駅で、千曲市が窓口業務を行っていた。駅舎内には、出札窓口、自動券売機2台、飲料水の自動販売機1台が設置されている。

### のりば
| 番線 | 路線          | 方向 | 行先       |
| ---- | ------------- | ---- | ---------- |
| 1    | ■しなの鉄道線 | 下り | 長野方面   |
| 2    | ■しなの鉄道線 | 上り | 軽井沢方面 |

（出典：しなの鉄道:駅構内マップ）

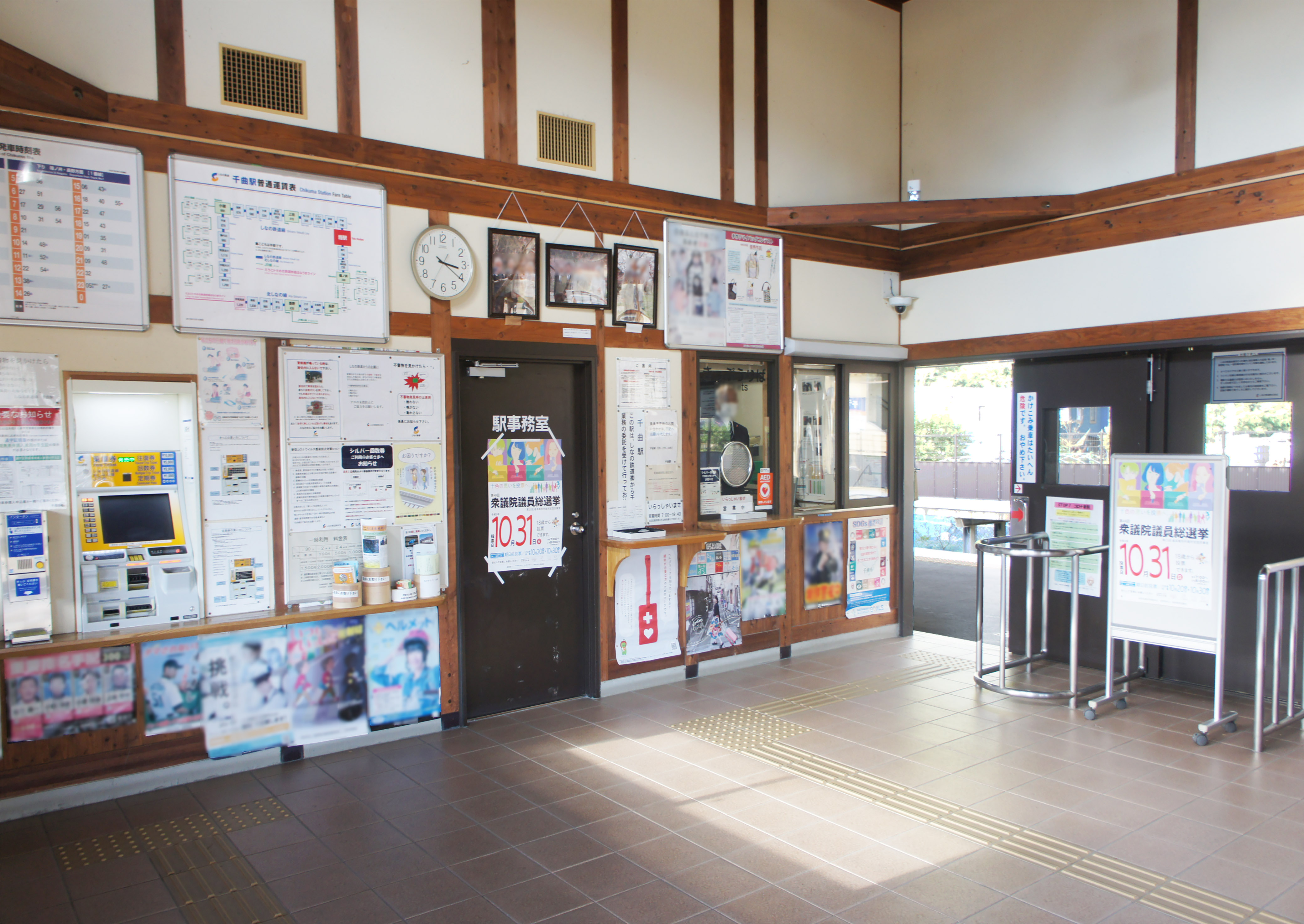
改札口（2021年10月）
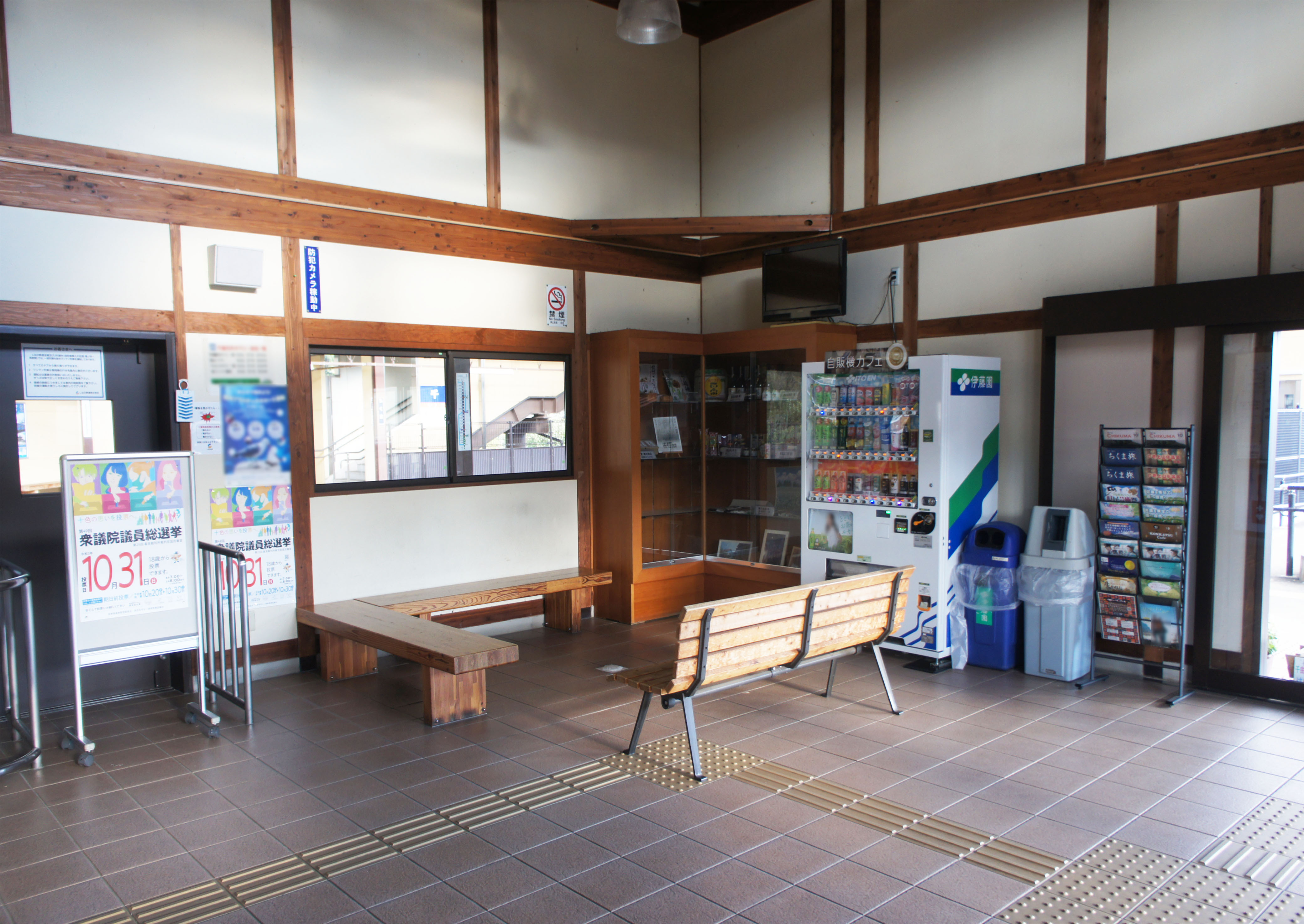
待合室（2021年10月）
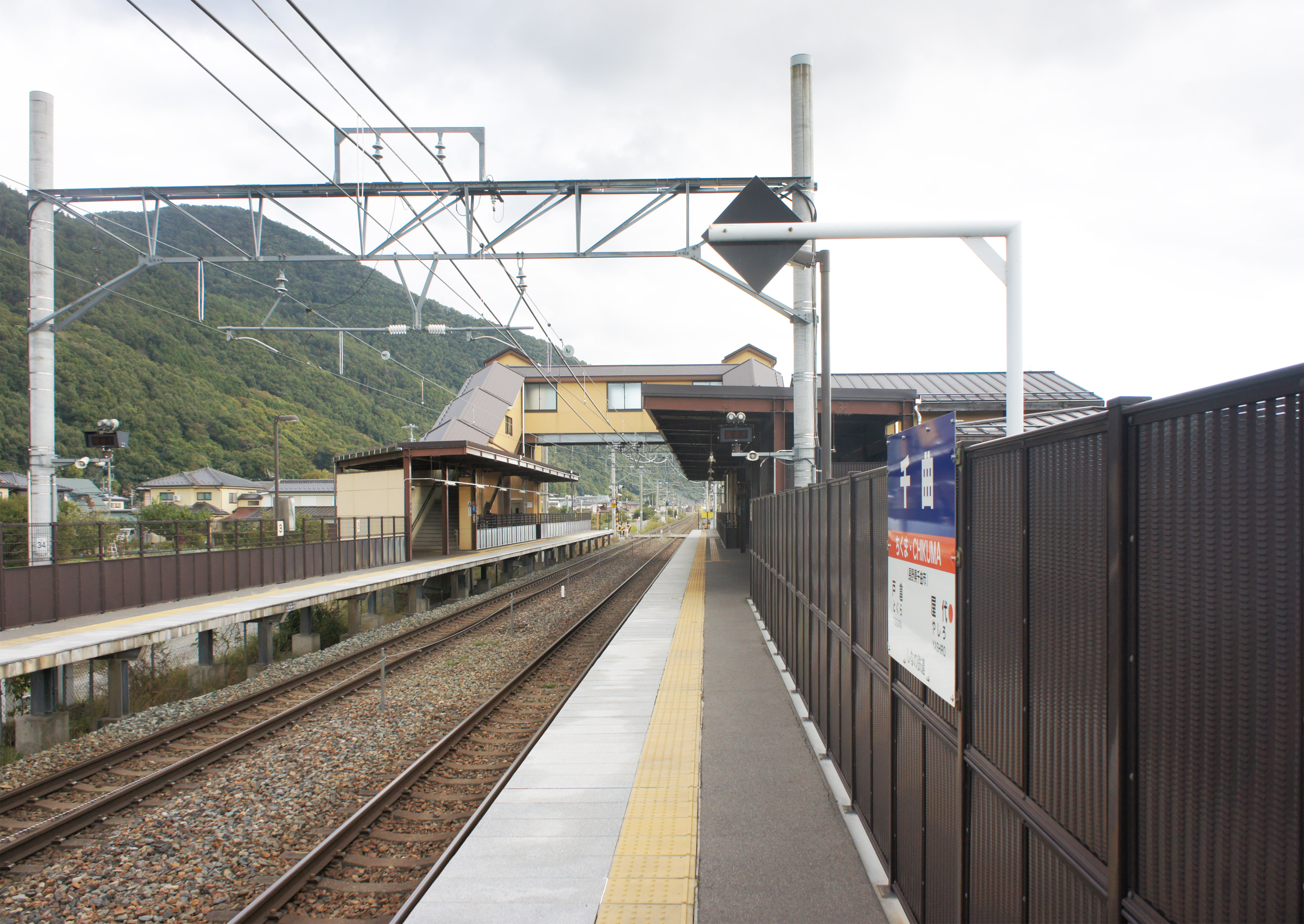
ホーム（2021年10月）

## 利用状況
「千曲市統計書」によると、2021年度（令和3年度）の1日平均乗車人員は410人である。
開業後の推移は以下の通りである。
| 乗車人員推移       | 乗車人員推移     | 乗車人員推移 |
| 年度               | 1日平均 乗車人員 | 出典         |
| ------------------ | ---------------- | ------------ |
| 2008年（平成20年） | 229              | [ 千曲 2 ]   |
| 2009年（平成21年） | 329              | [ 千曲 2 ]   |
| 2010年（平成22年） | 372              | [ 千曲 2 ]   |
| 2011年（平成23年） | 406              | [ 千曲 2 ]   |
| 2012年（平成24年） | 419              | [ 千曲 2 ]   |
| 2013年（平成25年） | 479              | [ 千曲 2 ]   |
| 2014年（平成26年） | 480              | [ 千曲 3 ]   |
| 2015年（平成27年） | 489              | [ 千曲 3 ]   |
| 2016年（平成28年） | 485              | [ 千曲 3 ]   |
| 2017年（平成29年） | 493              | [ 千曲 3 ]   |
| 2018年（平成30年） | 522              | [ 千曲 3 ]   |
| 2019年（令和元年） | 497              | [ 千曲 3 ]   |
| 2020年（令和02年） | 370              | [ 千曲 1 ]   |
| 2021年（令和03年） | 410              | [ 千曲 1 ]   |

## 駅周辺
- 北国街道一里塚：現存はしないが真田宝物館所蔵の江戸参勤の行程を示す絵図には描き込まれている。
- 千曲市内川公民館
- 五加郵便局
- 千曲市立五加小学校
- 綿半スーパーセンター千曲店

## バス路線
- 千曲市循環バス
  - 大循環線（ちくま号）
  - 東西線（かむりき号）
  - 五加戸倉線（さざなみ号）

## 隣の駅
しなの鉄道
■しなの鉄道線
□快速
通過
■普通
戸倉駅 - 千曲駅 - 屋代駅

### 記事本文
1. 1 2 3 4 5 6 7 8 9 10 11  信濃毎日新聞社出版部『長野県鉄道全駅 増補改訂版』信濃毎日新聞社、2011年7月24日、253頁。ISBN 9784784071647。
2. 1 2 3  『2023年3月のダイヤ改正並びに運賃の一部見直しのお知らせ』（PDF）（プレスリリース）しなの鉄道、2022年12月16日。オリジナルの2022年12月16日時点におけるアーカイブ。2022年12月30日閲覧。
3. 1 2  池田知之“しなの鉄道が千曲市に新駅 来春めどに開設”、中日新聞、2008年4月3日朝刊、21面〔長野総合〕
4. ↑  「しなの鉄道：戸倉―屋代間の新駅名、「千曲駅」に」『毎日新聞』毎日新聞社、2008年9月17日、地方版／長野、22面。
5. ↑   千曲市総務部企画課: “しなの鉄道「千曲駅」が3月14日に開業しました。”. しなの鉄道「千曲駅」が3月14日に開業.   千曲市. 2011年8月8日時点のオリジナルよりアーカイブ。2022年12月11日閲覧。
6. ↑  “しなの鉄道、乗り継ぎ割引を廃止 減便や無人駅拡大も 22年春から順次　経営改善策”. 信濃毎日新聞. (2021年11月27日) 2021年12月6日閲覧。
7. ↑  “しなの鉄道、乗り継ぎ割引を廃止 減便や無人駅拡大も 22年春から順次 経営改善策”. 信濃毎日新聞. (2021年11月27日) 2021年12月6日閲覧。
8. ↑  “しなの鉄道全線への「Suica」導入について”.   しなの鉄道. 2025年2月27日閲覧。

### 利用状況
千曲市統計書
1. 1 2  “千曲市統計書 2022年版” (PDF).   千曲市. p. 98 (2023年3月). 2023年11月14日時点のオリジナルよりアーカイブ。2023年11月15日閲覧。
2. ↑  “千曲市統計書 2014年版” (PDF).   千曲市. p. 96 (2015年3月). 2023年11月14日時点のオリジナルよりアーカイブ。2023年11月15日閲覧。
3. ↑  “千曲市統計書 2020年版” (PDF).   千曲市. p. 98 (2021年3月). 2023年11月14日時点のオリジナルよりアーカイブ。2023年11月15日閲覧。